# Kaggere, Krishnarajanagara
Kaggere là một làng thuộc tehsil Krishnarajanagara, huyện Mysore, bang Karnataka, Ấn Độ.